# Dialeurodes kumargiriensis
Dialeurodes kumargiriensis là một loài côn trùng cánh nửa trong họ Aleyrodidae, phân họ Aleyrodinae.
Dialeurodes kumargiriensis được Sundararaj & Dubey miêu tả khoa học đầu tiên năm 2006.